# Aandelen binnen een beleggingsportefeuille
Aandelen nemen een vaste plaats in binnen beleggingsportefeuilles. Het is niet ongebruikelijk dat een portefeuille van een institutionele belegger voor ongeveer 30% tot 50% uit aandelen bestaat. De belangrijkste reden om in aandelen te beleggen is gelegen in het hogere rendement dat hiermee in vergelijking met obligaties en onroerend goed kan worden behaald. Hoewel studies tot verschillende uitkomsten leiden, kan in het algemeen gezegd worden dat aandelen, over een lange reeks van jaren beschouwd, een rendement hebben dat gemiddeld circa 2%-punt tot 3%-punt hoger is dan dat van obligaties. 
De fluctuaties in het rendement van aandelen zijn groter dan die van obligaties, maar er doen zich ook met een zekere regelmaat jaren voor waarin aandelen een lager rendement hebben dan obligaties. Dit betekent dat een belegger om in aandelen te investeren de aandelen gedurende een lange tijd, gedurende een aantal jaren, moet kunnen aanhouden. Voor bijvoorbeeld institutionele beleggers zoals pensioenfondsen en levensverzekeringsmaatschappijen, die een groot vermogen gedurende een dergelijk lange periode moeten beheren, zijn aandelen geschikt om in te beleggen. Ze zullen niet hun hele vermogen in aandelen beleggen, aangezien daarmee het risico te zeer in aandelen is geconcentreerd is. Het bestaat vrijwel altijd een combinatie van aandelen en obligaties, vaak aangevuld met onroerend goed. De theoretische basis voor het beleggingsbeleid van de meeste institutionele beleggers wordt aangegeven met moderne portefeuilletheorie, de praktische uitvoering ervan asset-liability management.
De waarde van een aandeel is van veel factoren afhankelijk. de theorie is De koers van een aandeel is volgens de contante waarde van de toekomstige dividenden, contant gemaakt tegen een rente, waarin een opslag is opgenomen die recht doet aan de mate van onzekerheid omtrent die ontvangst. Een dergelijke benadering veronderstelt echter dat de belegger het aandeel nooit zal verkopen, zodat in andere vormen van die theorie een veronderstelling omtrent het tijdstip van verkoop is opgenomen, plus een veronderstelling omtrent de prijs.
Bij het beleggen in aandelen zijn in hoofdzaak twee stromingen te onderscheiden: de top-down benadering en de bottom-up benadering. 
- Bij de eerste methode wordt een totale aandelenmarkt in zijn geheel beschouwd, waarvan men een deel als benchmarks neemt. De portefeuille aandelen wordt dan in principe op basis van de benchmark samengesteld. Bij deze methode komt de vraag, in welke aandelen daadwerkelijk wordt belegd pas in een later stadium aan de orde. Eenvoudig gezegd maakt het voor de top-down belegger weinig verschil wat de ondernemingen waarin wordt belegd precies doen, zolang ze maar een relatie met de index hebben.

- Bij de tweede methode wordt, veelal met behulp van fundamentele analyse, bekeken welke merites individuele ondernemingen hebben en welke koersontwikkeling van hun aandelen wordt verwacht. Vervolgens wordt een portefeuille samengesteld waarvan men denkt dat die het hoogst mogelijke rendement heeft. De portefeuille wordt samengesteld ongeacht de relatie met de benchmark en ongeacht het risico van de totale portefeuille.

In de praktijk zal overigens zelden onverkort voor een van beide benaderingen worden gekozen.
Beleggen in aandelen is het verschaffen van risicodragend kapitaal. Als het slecht gaat met de onderneming, is de aandeelhouder de eerste van de diverse vermogensverschaffers die daarvan nadeel ondervindt. Indien een onderneming slecht nieuws naar buiten brengt, kan dat een sterke koersdaling tot gevolg hebben. Dalingen van enkele tientallen procenten in enkele uren tijd zijn dan geenszins uniek. Het is daarom sterk aan te raden om een belegging in aandelen te spreiden over verschillende ondernemingen. Hierbij wordt opgemerkt dat in veel gevallen een risico op koersdalingen niet alleen met het wel en wee van de individuele onderneming samenhangt, maar ook van dat van de sector waarin de onderneming actief is. Indien een portefeuille over vijf ondernemingen is verdeeld, die in dezelfde sector werken, bijvoorbeeld telecommunicatie en aanverwante technologieën, is het risico op aandelen-niveau wel tot op zekere hoogte gespreid, maar hangt het resultaat uitsluitend van de sector in kwestie af. Beleggingsfondsen zijn daarvan een voorbeeld, dat zijn fondsen waarin aandelen uit een bepaalde sector zijn verenigd. 
In het algemeen kan gezegd worden dat het beleggen in aandelen duidelijk arbeidsintensiever is dan het beleggen in obligaties en daarmee tot duidelijk hogere beheerskosten leidt. Beleggers dragen daarom hun vermogensbeheer meestal aan een bank over.